# Academia Salvadoreña de la Lengua
La Academia Salvadoreña de la Lengua, correspondiente de la Real Academia Española, fue establecida en San Salvador, El Salvador, el 17 de noviembre de 1875 y aprobada oficialmente por la Real Academia Española el 19 de octubre de 1876. Pertenece a la Asociación de Academias de la Lengua Española.

## Historia
Ya en 1872 Torres Caicedo había entablado negociaciones para la fundación de la Academia e incluso había presentado candidatos.
Nació con el nombre de Academia Salvadoreña, correspondiente de la Española, institución cultural que adjunta a destacados académicos y expertos en el uso de la lengua española. A ella han pertenecido muchas de las más ilustres figuras de las letras salvadoreñas.
En 1915 fue reorganizada con la denominación de Academia Salvadoreña de Cervantes. Esta decisión quedaría legalizada por Acuerdo Ejecutivo del 20 de agosto de 1915, publicado en el Diario Oficial n.º 197, Tomo n.º 79, del 26 de agosto de 1915, cuando el Poder Ejecutivo aprobó los Estatutos de la Academia "Cervantes", correspondiente de la Real Academia Española, compuestos por nueve artículos, en el segundo de los cuales se le encomendaba propender "A la limpieza, fijeza y pureza del idioma castellano". Sería en 1919 cuando adoptaría su nombre actual.
La Academia Salvadoreña de la Lengua pertenece a la Asociación de Academias de la Lengua Española (ASALE); y es por ello, que El Salvador es un Estado parte del «Convenio Multilateral sobre Asociación de Academias de la Lengua Española», suscrito el 28 de julio de 1960 en Bogotá, Colombia, el cual fue aprobado por Acuerdo Ejecutivo n.º 108, del 13 de febrero de 1967; ratificado mediante Decreto Legislativo n.º 280, del 17 de abril de 1967; y publicado en el Diario Oficial n.º 76, Tomo n.º 215, del 28 de abril de 1967, con la reserva que establece que «El Salvador suscribe el referido Convenio, dejando constancia de que cumplirá con las obligaciones económicas que contiene, en la oportunidad y en la medida que sus posibilidades económicas y fiscales lo permitan».
A principios del s. XXI se alojó la Academia en la Casa Dueñas, diseñada por Daniel Domínguez Párraga en 1919.

## Miembros
- René Fortín Magaña
- Alfredo Martínez Moreno
- Márgara Zablah de Simán
- Ana María Nafría
- Irma Lanzas
- Jorge Adalberto Lagos
- Carlos Alberto Saz
- Luis Salazar Retana
- David Escobar Galindo
- Manlio Argueta
- Luis Alonso Aparicio
- Matías Romero Coto
- Pedro Escalante Arce
- Roberto Rubio Fabián
- Jorge Lemus Sandoval
- Lovey Argüello
- Carmen González Huguet
- Carlos Ernesto Mendoza

### Académicos correspondientes y de honor
- Ramón Menéndez Pidal
- Humberto López Morales (1996)